# Дестри
Дестри (фр. Destry) насеље је и општина у североисточној Француској у региону Лорена, у департману Мозел која припада префектури Форбаш.
По подацима из 2011. године у општини је живело 88 становника, а густина насељености је износила 12,7 становника/km². Општина се простире на површини од 6,93 km². Налази се на средњој надморској висини од 200 метара (максималној 307 m, а минималној 237 m).

## Демографија
| 1962. | 1968. | 1975. | 1982. | 1990. | 1999. | 2011. |
| ----- | ----- | ----- | ----- | ----- | ----- | ----- |
| 121   | 123   | 114   | 100   | 79    | 82    | 88    |

График промене броја становника у току последњих година